# Koninklijke Nederlandse Biljartbond
Der Koninklijke Nederlandse Biljartbond (KNBB, deutsch: Königlich Niederländischer Billardbund) ist der nationale Dachverband für Billardsport in den Niederlanden.

## Geschichte
Der KNBB wurde am 11. Januar 1911 (andere Quellen sagen am 22. Januar) als reiner Karambolageverband unter dem Namen „Nederlandse Biljart Bond“ (NBB) gegründet, Vorsitzender wurde D.E. Lioni. Die Sektionen Poolbillard und Snooker kamen erst später hinzu. Gründungsmitglieder waren folgende Vereine:
- BV Amsterdam
- Groninger Biljartclub (G.B.C.)
- de Frische Club Leeuwarden
- Nijmeegsche Biljartclub
- Gravenhaagsche Biljart Club
- BV K.R.A.S.

1913 fand in „Musik Sacrum“ in Arnheim die erste offizielle niederländische Meisterschaft statt. Diese wurde nicht in der Freien Partie ausgerichtet, sondern im Cadre 45/2. Die Organisation dieser Meisterschaft lag in den Händen der „Arnhemschen Biljart Vereeniging“. Unter dem Billardtisch wurden Teelichter aufgestellt, um die Schieferplatte zu erhitzen und dadurch die Luftfeuchtigkeit im Billardtuch zu verringern. Sieger wurde Henk Robijns, der zum ersten prominenten Spieler der Niederlande wurde und diesen Titel bis 1928 insgesamt sieben Mal errang. Erster international bekannter Spieler wurde jedoch Arie Bos, der 1921 in Paris den WM-Titel errang. Weitere international erfolgreiche Spieler zu dieser Zeit waren Jan Wiemers und Jan Dommering. Es folgte Piet van de Pol der 1932 seine erste Niederländische Meisterschaft gewann.
1924 wird der NBB im Weltverband Union Internationale des Fédérations des Amateurs de Billard (UIFAB). Am 15. September 1951 wurde der Verband royal und heißt seitdem „Koninklijke Nederlandse Biljartbond“.
Der KNBB ist Mitglied des europäischen Dachverbandes Confédération Européenne de Billard (CEB), des Weltverbandes Union Mondiale de Billard (UMB) und des Nationalen Olympischen Komitees (NOC*NSF).

## Aufgaben
Der KNBB zeichnet für die nationale Abwicklung und Organisation verschiedener Aufgaben verantwortlich. So ist es jedem angeschlossenen Mitglied und Verein möglich die KNBB-eigenen Räumlichkeiten und Unterkünfte kostenlos zu nutzen, dazu gehören auch die der Verenigingsondersteuning / BCZ bondsbureau, dem Bundesamt für Zivilluftfahrt. Der Verband stellt einen Internetservice zur Verfügung, betreut verschiedene Websites der Mitglieder mit Nachrichten, Wettbewerben und Bildmaterial. Er hat eine eigene Software für Wettbewerbe entwickelt, die für die Sektionen Dreiband, Pool und Snooker zur Verfügung steht. Er kümmert sich um die Mitgliederverwaltung, Wettbewerbsorganisation und Ausrichtung nationaler Meisterschaften.
Der KNBB ist im Besonderen um den Behindertensport (Rollstuhlbillard) sowie die Jugend- und Talentförderung bemüht. Er schickt und führt Spitzensportler aus den verschiedenen Disziplinen zu Europameisterschaften, Weltmeisterschaften und Qualifikationsturnieren und fördert den Billardsport auf vielfältige Weise, indem er Pressemitteilungen versendet, Pressekontakte pflegt, NOS-Sendungen verhandelt und Biljart.tv entwickelt. Darüber hinaus organisiert der KNBB jedes Jahr verschiedene internationale Veranstaltungen, entwickelt verschiedene Werbematerialien sowie Vortragspakete und den „Tag der offenen Tür“. Weiterhin bietet er die Ausbildung von Ausbildern, Schiedsrichtern und Wettbewerbsleitern an.

## Ehrenmitglieder (unvollständig)
- Jan Dommering (1882–1958)
- Henk Robijns (1883–1959)
- Piet van de Pol (1907–1996)
- Jakob Sweering (1907–1976)
- Jan Sweering (1909–1981)
- Cees van Oosterhout (1930–2015)
- Tony Schrauwen (1938–2005)
- Dick Jaspers (* 1965)

Quellen:

## Mitgliederentwicklung
Dargestellt ist die Mitgliederentwicklung seit Ende der 1970er-Jahre.
| Jahr | Einzel mitglieder | Vereine |
| ---- | ----------------- | ------- |
| 1978 | 23.882            |         |
| 1981 | 26.537            |         |
| 1984 | 27.940            |         |
| 1987 | 31.500            |         |
| 1990 | 33.806            |         |
| 1993 | 35.168            |         |
| 1996 | 47.882            | 2.027   |
| 1999 | 50.109            | 2.227   |

| Jahr | Einzel mitglieder | Vereine |
| ---- | ----------------- | ------- |
| 2001 |                   | 1.957   |
| 2002 | 43.083            | 1.845   |
| 2003 | 35.202            | 1.845   |
| 2004 | 40.383            | 1.726   |
| 2005 | 33.563            | 1.680   |
| 2006 | 36.167            | 1.604   |
| 2007 | 34.364            | 1.553   |
| 2008 | 31.277            | 1.487   |

| Jahr | Einzel mitglieder | Vereine |
| ---- | ----------------- | ------- |
| 2009 | 32.701            | 1.468   |
| 2010 | 32.853            | 1.387   |
| 2011 | 29.122            | 1.443   |
| 2012 | 34.259            | 1.431   |
| 2013 | 29.655            | 1.405   |
| 2014 | 30.724            | 1.377   |
| 2015 | 29.648            | 1.359   |
| 2018 | 31.100            | 1.200   |

## Übergeordnete Verbandsstruktur
|  |

|  |

|  |